# اوزیان‌باش
اوزیان‌باش (انگلیسی: Uzyanbash) یک شهرک در شهرستان بلورتسکی استان باشقیرستان کشور روسیه است.